# Access Industries
 (septembre 2018).
Si vous disposez d'ouvrages ou d'articles de référence ou si vous connaissez des sites web de qualité traitant du thème abordé ici, merci de compléter l'article en donnant les références utiles à sa vérifiabilité et en les liant à la section « Notes et références ».
Access Industries est une société d'investissement américaine fondée en 1986 par le milliardaire américain d'origine ukrainienne Leonard Blavatnik.

## Histoire
Len Blavatnik a fondé Access Industries en 1986. Il a fréquenté la Harvard Business School tout en dirigeant la société avec son MBA en 1989. Parmi ses premiers investissements, Access Industries a aidé à former le grand producteur d’aluminium SUAL en 1996, qui a ensuite été intégré à UC RUSAL. En 1997, Access a pris une participation de 40 % dans la compagnie pétrolière russe TNK. La moitié de TNK a été vendue à British Petroleum (BP) pour former TNK-BP en 2003, dans le plus important investissement étranger jamais réalisé dans une société russe. En 2013, Rosneft a acquis TNK-BP pour 55 milliards de dollars, Access Industries ayant cédé sa participation et Blavatnik ayant collecté 7 milliards de dollars US pour sa part dans le projet pétrolier.
Access a acquis une importante participation dans la marque de mode Tory Burch en 2004. En 2006, Access Industries a pris une participation estimée à 70 % dans Top Up TV, un service de télévision payante au Royaume-Uni qui a vendu son entreprise d'abonnés à Sky en 2013. En 2007 Access Industries a acquis une participation majoritaire dans la société de médias sportifs Perform Group. Cette même année, Access est devenu propriétaire d’Acision, une société de logiciels spécialisée dans les systèmes de messagerie. Acision a été acquise par Comverse en 2015. En 2010, Access a conservé la propriété de sociétés telles que Icon Film Distribution UK, Perform Group, Top Up TV, Amedia, le groupe RGE et Warner Music Group (WMG). Le 20 juillet 2011, une filiale d'Access a racheté Warner Music Group pour 3,3 milliards de dollars américains.
Access Industries a apporté diverses contributions à des candidats politiques lors d’élections locales, étatiques et nationales aux États-Unis. En mai 2015, Access Industries a lancé sa division Access Entertainment. Après avoir investi dans Facebook avant son introduction en bourse, Access a quitté ses positions Facebook à la fin de 2015.

## Fonds actuels
En 2016, Access Industries a continué à détenir des participations dans des sociétés telles que Uc Rusal, LyondellBasell, Rocket Internet, Warner Music Group et Zalando. En avril 2017, Access Entertainment a acheté une participation dans RatPac Entertainment.

### Ressources naturelles et produits chimiques
Parmi les actifs actuels d'Access Industries se trouvent des entreprises dans le secteur pétrolier, la pétrochimie, la production d'électricité, l'aluminium et la biotechnologie. Access a aidé à former le grand producteur d'aluminium Sual 1996 avec une combinaison de fusions et d'acquisitions. En 2007, Sual a fusionné avec Rusal et les activités d'alumine de Glencore International AG pour former Uc Rusal. Rusal a levé 2,24 milliards de dollars lors d’une introduction en bourse en 2010 à la bourse de Hong Kong, et en 2017, elle était le premier producteur mondial d’aluminium. Elle a rétrogradé à la seconde place en 2018.
En 2005, Access a acquis Basell Polyolefins, une société néerlandaise spécialisée dans les polyoléfines. Le 20 décembre 2007, Basell a acquis la société de produits chimiques de base Lyondell pour environ 20 milliards de dollars. La société résultante, LyondellBasell Industries, a été touchée par la crise financière de 2008 et, en 2009, les activités américaines de LyondellBasell Industries ont été déclarées en faillite. Avec le financement en partie de Access Industries, en 2010, LyondellBasell est sortie de la protection de la faillite du chapitre 11 dans une situation financière sensiblement améliorée. Avec une valeur de 15 milliards de dollars, il a par la suite été classé comme le troisième groupe chimique mondial quant au chiffre d’affaires. Access Industries a racheté une importante participation dans la société en 2013. En 2017, Access détenait environ 18 % de LyondellBasell.
Depuis 2013, Access Industries détient Clal Industries Ltd. (CII), un groupe industriel israélien. Parmi les principaux investissements de CII figurent Nesher Israel Cement Enterprises, Hadera Paper, Golf & Co., Clal Biotechnology et le groupe logistique Taavura. Depuis 2013 également, Access détient une participation importante dans EP Energy, un producteur nord-américain de pétrole et de gaz naturel qui détient un portefeuille de champs aux États-Unis et au Brésil. Le 18 août 2017, Access Industries et un consortium d'investisseurs ont accepté d'acquérir la société d'énergie Calpine Corporation pour 5,6 milliards de dollars.

### Médias et télécommunications
Access Industries a un certain nombre de sociétés de portefeuille dans les secteurs des médias et des télécommunications. Ice group, une société d'internet et de télécommunications en Scandinavie, est principalement détenue par Access Industries. En Israël, Access détient un tiers de RGE Group Ltd., un groupe de médias privé possédant des actifs tels que Channel 10, Noga Communications et Sports Channel. Access Industries détient également une participation majoritaire dans Amedia, un grand studio de cinéma et de télévision russe connu pour des émissions telles que Poor Nastya. Amedia a obtenu des droits exclusifs pour la création de contenu HBO en Russie en juillet 2017.
Accès investi dans Warner Music Group (WMG) en 2004 avec divers co-investisseurs. Après qu'une vente partielle de WMG ait été réalisée dans le cadre d'une introduction en bourse sur le NYSE en mai 2005, Access a continué d'être un actionnaire important avec une participation de 2 % avant 2011. Access a acquis WMG pour 3,3 milliards de dollars US, dont 320 millions de dollars en espèces et la prise en charge de 2 milliards de dollars de dette WMG.
Access Industries possède AI Film à Londres, une société de production et de financement de films créée en 2013. Depuis novembre 2014, Access Industries détient une participation majoritaire dans Perform Group, une société de médias sportifs créée par Access en 2007 en fusionnant Inform et Premium TV. Perform Group est propriétaire du site Internet sportif Sporting News et a lancé le service de diffusion de vidéos sportives en continu DAZN en 2016. En 2017, Access détenait environ 85 % du groupe.
La division Access Entertainment d'Access Industries a été créée en mai 2015 avec l'embauche de Danny Cohen, ancien directeur de la télévision de la BBC, à la présidence. Access détient également une participation de 25 % dans la société de télévision Bad Wolf et des partenariats avec BBC Worldwide, House Productions, le groupe Warner Music, AI Film, Armedia, le groupe RGE, Deezer et Perform. En avril 2017, la division a acheté la participation de James Packer dans RatPac Entertainment.
En 2018, Pearlfisher a créé la nouvelle identité d'Access Entertainment, une société dirigée par l'ancien patron de BBC Television, Danny Cohen, spécialisée dans l'investissement dans le secteur des médias de divertissement.

### Technologie
En 2015, Access Industries a lancé Access Technology Ventures, une branche d’investissement spécialisée dans les technologies de croissance et de croissance, centrée sur les «licornes». En 2017, elle investissait dans des sociétés telles que Snapchat, Square, Yelp, Alibaba, Rocket Internet, Deezer, Gett, Spotify, Zalando et DigitalOcean. En août 2017, Access Technology Ventures a réalisé un tour de table de 300 millions de dollars pour le fabricant de smartphones Essential Products, investissant 100 millions de dollars dans la société. Access Industries a créé First Access Entertainment en octobre 2015, qui se concentre sur le développement des talents et la représentation dans la musique, le divertissement et la mode.

### Immobilier
Access possède un portefeuille d'hôtels et d'autres propriétés commerciales et résidentielles aux États-Unis, en Europe, en Amérique du Sud et dans les Caraïbes, notamment: 20 East End (Manhattan, New York), Faena Group (Buenos Aires, Argentine et Miami Beach, Floride), Grand-Hôtel du Cap Ferrat (Côte d'Azur, France), Grand Peaks (Denver, Colorado), Campus MBS Media (Manhattan Beach, Californie), Ocean Club, Station Four Seasons (Paradise Island, Bahamas), Sunset Tower Hotel (Los Angeles, Californie).